# Chrysopa hummeli
Chrysopa hummeli is een insect uit de familie van de gaasvliegen (Chrysopidae), die tot de orde netvleugeligen (Neuroptera) behoort. 
Chrysopa hummeli is voor het eerst wetenschappelijk beschreven door Tjeder in 1936.